# Erysimum kerbabaevii
Erysimum kerbabaevii är en korsblommig växtart som beskrevs av Kurbanov och Gudkova. Erysimum kerbabaevii ingår i släktet kårlar, och familjen korsblommiga växter. Inga underarter finns listade i Catalogue of Life.